# 新尼科利斯科耶农村居民点
新尼科利斯科耶农村居民点（俄语：Новоникольское сельское поселение）是俄罗斯联邦伏尔加格勒州贝科沃区所属的一个农村居民点。其下辖有1个居民点，行政中心为新尼科利斯科耶。据2016年统计，该农村居民点的人口为1769人。